# Allerton (Merseyside)
Allerton è un sobborgo di Liverpool. Sito storicamente nel Lancashire, si trova a 3 km a sud-est del centro di Liverpool, confinando con Mossley Hill, Woolton, Hunt's Cross e Garston.
Allerton conta numerose ampie case nella zona del prestigioso Calderstones Park, principalmente con fabbricati cosiddetti semi-detached attorno all'area commerciale di Allerton Road. Insieme alla confinante Hunt's Cross forma il ward di Allerton and Hunts Cross.

## Storia
Nel Domesday Book compare come Alretune, che significa l'alder enclosure dall'antico inglese alr e tún enclosure, ovvero villaggio.
Allerton venne dichiarato distretto urbano di Gran Bretagna ed Irlanda dalla legge locale 1894 ed aggiunto al county borough di Liverpool il 9 novembre 1913.